# One-Punch Man
One-Punch Man (jap. ワンパンマン Wanpanman) – japoński komiks internetowy, tworzony przez internautę używającego pseudonimu ONE. Autor rozpoczął publikację komiksu w 2009 roku.
Remake mangi, zilustrowany przez Yūsuke Muratę, ukazuje się w magazynie internetowym „Tonari no Young Jump” wydawnictwa Shūeisha od czerwca 2012.
Na podstawie remake’u powstał serial anime stworzony przez studio Madhouse, który emitowano od października do grudnia 2015. Drugi sezon, wyprodukowany przez studio J.C.Staff, był emitowany między kwietniem a lipcem 2019. Premiera trzeciego sezonu zaplanowana jest na 2025 rok.
Do czerwca 2012 oryginalna manga internetowa przekroczyła 7,9 miliona odsłon. Do kwietnia 2020 roku remake mangi sprzedał się w ponad 30 milionach egzemplarzy na całym świecie, co czyni go jedną z najlepiej sprzedających się mang wszech czasów.
W Polsce prawa do dystrybucji mangi nabyło wydawnictwo Japonica Polonica Fantastica, natomiast anime emitowane jest na antenach Polsat Games i Nowa TV.

## Fabuła
Świat podzielony na miasta nazwane alfabetycznie nazwami A-Z jest nawiedzany przez wiele straszliwych potworów. Saitama, główny bohater obdarzony niewiarygodnymi zdolnościami fizycznymi, z łatwością pokonuje wrogów jednym uderzeniem, co sprawia, że bohater jest znudzony swoimi mocami, i szuka godnego przeciwnika.

## Manga
Oryginalny komiks internetowy został stworzony przez ONE. Seria ukazuje się na jego stronie internetowej FC2 od 3 lipca 2009.
Pierwszy rozdział remake’u mangi, rysowanego przez Yūsuke Muratę, ukazał się 14 czerwca 2012 w magazynie internetowym „Tonari no Young Jump”. Następnie wydawnictwo Shūeisha rozpoczęło zbieranie rozdziałów do wydań w formacie tankōbon, których pierwszy tom ukazał się 12 grudnia tego samego roku. Do 9. tomu, wydanego 4 sierpnia 2015, została dołączona drama CD. Według stanu na 4 kwietnia 2025, do tej pory opublikowano 33 tomy.
Polski przekład mangi ukazuje się nakładem wydawnictwa Japonica Polonica Fantastica.

## Anime
Adaptacja w formie telewizyjnego serialu anime została ogłoszona w 15. numerze magazynu „Shūkan Young Jump”, wydanym 10 marca 2015. Pierwszy sezon został zanimowany przez studio Madhouse i wyreżyserowany przez Shingo Natsume na podstawie scenariusza Tomohiro Suzukiego. Projekty postaci przygotował Chikashi Kubota, który pełnił również funkcję głównego reżysera animacji. Muzykę skomponował Makoto Miyazaki, a projekty graficzne przygotowali Shigemi Ikeda i Yukiko Maruyama. Pierwszy sezon liczył łącznie 12 odcinków. Był on emitowany od 5 października do 21 grudnia 2015 na antenie TV Tokyo, a później również w stacjach TVO, TVQ, KBS, BS Japan i AT-X. Przedpremierowy pokaz dwóch pierwszych odcinków odbył się 6 września 2015 w Saitama City Cultural Center. Odcinek OVA został wydany wraz z dziesiątym tomem mangi, który ukazał się 4 grudnia 2015. Dodatkowe odcinki OVA były dołączane do tomów Blu-ray/DVD, z których pierwszy został wydany 24 grudnia 2015. W Polsce pierwszy sezon był dostępny za pośrednictwem platformy Netflix. Od 5 maja 2025 anime emitowane jest na antenie Polsat Games, a od 1 czerwca tego samego roku również w Nowa TV.
We wrześniu 2016 potwierdzono powstanie drugiego sezonu. 25 września 2017 ogłoszono, że One-Punch Man zmieni zarówno firmę produkcyjną, jak i reżysera. Drugi sezon został zanimowany przez studio J.C.Staff, Chikara Sakurai zastąpił Shingo Natsume na stanowisku reżysera, a Yoshikazu Iwanami zastąpił Shōjiego Hatę na stanowisku reżysera dźwięku. Tomohiro Suzuki, Chikashi Kubota i Makoto Miyazaki powrócili do prac na serialem odpowiednio jako scenarzysta, projektant postaci i kompozytor muzyki. Drugi sezon był emitowany od 9 kwietnia do 2 lipca 2019. Dziesięciominutowy odcinek OVA został dołączony do pierwszego tomu Blu-ray/DVD, wydanego 25 października 2019. Dwa kolejne odcinki OVA zostały dołączone do tomu drugiego i trzeciego, wydanych odpowiednio 26 listopada i 25 grudnia 2019. Kolejna OVA została dołączona do czwartego tomu, który został wydany 28 stycznia 2020. Piąta OVA została dołączona do piątego tomu Blu-ray/DVD, opublikowanego 27 lutego 2020.
W sierpniu 2022 ogłoszono, że serial otrzyma trzeci sezon. Jego premiera zaplanowana jest na 2025 rok.

### Ścieżka dźwiękowa
| Nr             | Tytuł                                                                                   | Wykonawcy        | Źródło   |
| Czołówka       | Czołówka                                                                                | Czołówka         | Czołówka |
| -------------- | --------------------------------------------------------------------------------------- | ---------------- | -------- |
| 1              | „The Hero!! ~Ikareru ken ni honō o tsukero~” (jap. THE HERO!! ～怒れる拳に火をつけろ～) | JAM Project      | [ 13 ]   |
| 2              | „Seijaku no Apostle” (jap. 静寂のアポストル Shijima no aposutoru)                       | JAM Project      | [ 37 ]   |
| Napisy końcowe |                                                                                         |                  |          |
| 1              | „Hoshi yori saki ni mitsukete ageru” (jap. 星より先に見つけてあげる)                    | Hiroko Moriguchi | [ 13 ]   |
| 2              | „Chizu ga nakutemo modoru kara” (jap. 地図が無くても戻るから)                           | Makoto Furukawa  | [ 27 ]   |

### Lista odcinków

#### Sezon 1
| №  | #  | Tytuł                                                         | Reżyseria            | Premiera             | Premiera w Polsce |
| -- | -- | ------------------------------------------------------------- | -------------------- | -------------------- | ----------------- |
| 1  | 1  | Strażnik sprawiedliwości Saikyō no otoko (最強の男)           | Shingo Natsume       | 5 października 2015  | 5 maja 2025       |
| 2  | 2  | Samotny cyborg Kokō no saibōgu (孤高のサイボーグ)             | Shin’ichirō Ushijima | 12 października 2015 | 6 maja 2025       |
| 3  | 3  | Naukowiec z obsesją Shūnen no kagakusha (執念の科学者)        | Yōsuke Hatta         | 19 października 2015 | 7 maja 2025       |
| 4  | 4  | Współczesny ninja Imadoki no ninja (今時の忍者)               | Nobuhiro Mutō        | 26 października 2015 | 8 maja 2025       |
| 5  | 5  | Największy mentor Kyūkyoku no shi (究極の師)                  | Shunichi Yoshizawa   | 2 listopada 2015     | 9 maja 2025       |
| 6  | 6  | Przerażające miasto Saikyō no toshi (最恐の都市)              | Shin’ichirō Ushijima | 9 listopada 2015     | 12 maja 2025      |
| 7  | 7  | Największy uczeń Shikō no deshi (至高の弟子)                  | Yōsuke Hatta         | 16 listopada 2015    | 13 maja 2025      |
| 8  | 8  | Król głębin Shinkai no ō (深海の王)                           | Nobuhiro Mutō        | 23 listopada 2015    | 14 maja 2025      |
| 9  | 9  | Nieugięty sprawiedliwy Fukutsu no seigi (不屈の正義)          | Shunichi Yoshizawa   | 30 listopada 2015    | 15 maja 2025      |
| 10 | 10 | Niezrównane zło Katsute nai hodo no kiki (かつてない程の危機) | Shin’ichirō Ushijima | 7 grudnia 2015       | 16 maja 2025      |
| 11 | 11 | Wszechświatowy dominator Zen uchū no hasha (全宇宙の覇者)     | Yōsuke Hatta         | 14 grudnia 2015      | 19 maja 2025      |
| 12 | 12 | Najsilniejszy bohater Saikyō no hīrō (最強のヒーロー)         | Shingo Natsume       | 21 grudnia 2015      | 20 maja 2025      |

#### Sezon 2
| №  | #  | Tytuł                                                   | Reżyseria                                       | Premiera         | Premiera w Polsce |
| -- | -- | ------------------------------------------------------- | ----------------------------------------------- | ---------------- | ----------------- |
| 13 | 1  | Powrót bohatera Hīrō no kikan (ヒーローの帰還)          | Shūji Miyazaki                                  | 10 kwietnia 2019 | 21 maja 2025      |
| 14 | 2  | Człowiek-potwór Ningen no kaijin (人間の怪人)           | Hiroyuki Okuno                                  | 17 kwietnia 2019 | 22 maja 2025      |
| 15 | 3  | Polowanie Kari no hajimari (狩りの始まり)               | Ryō Andō                                        | 24 kwietnia 2019 | 23 maja 2025      |
| 16 | 4  | Tłuczykij Kinzoku no batto (金属のバット)               | Toshiki Fukushima, Miyuki Ishida, Makoto Sokuza | 1 maja 2019      | 26 maja 2025      |
| 17 | 5  | Turniej Bujutsu no taikai (武術の大会)                  | Tomohiro Kamitani, Kōzō Taihō                   | 8 maja 2019      | 27 maja 2025      |
| 18 | 6  | Powstanie potworów Kaijin no hōki (怪人の蜂起)          | Hideki Okamoto                                  | 15 maja 2019     | 28 maja 2025      |
| 19 | 7  | Klasa „S” S-kyū no hīrō (S級のヒーロー)                 | Shigenori Awai                                  | 22 maja 2019     | 29 maja 2025      |
| 20 | 8  | Silni kontratakują Tsuyoi yatsu no teikō (強い奴の抵抗) | Yoshio Suzuki                                   | 29 maja 2019     | 30 maja 2025      |
| 21 | 9  | Dylemat Saikyō no nayami (最強の悩み)                   | Shūji Miyazaki                                  | 12 czerwca 2019  | 2 czerwca 2025    |
| 22 | 10 | Sieć sprawiedliwości Seigi no hōimō (正義の包囲網)      | Ryō Andō                                        | 19 czerwca 2019  | 3 czerwca 2025    |
| 23 | 11 | Godność Sorezore no kyōji (それぞれの矜持)              | Katsushi Sakurabi, Chikara Sakurai              | 26 czerwca 2019  | 4 czerwca 2025    |
| 24 | 12 | Sprzątanie po uczniu Deshi no shirinugui (弟子の尻拭い) | Makoto Sokuza, Yōhei Suzuki, Chikara Sakurai    | 3 lipca 2019     | 5 czerwca 2025    |

## Gry komputerowe
25 czerwca 2019 zapowiedziano grę komputerową zatytułowaną One-Punch Man: A Hero Nobody Knows. Gra została wydana w Japonii 27 lutego 2020 na platformach PlayStation 4, Xbox One i PC. W Europie i Ameryce Północnej produkcja ukazała się dzień później.
Gra mobilna, zatytułowana One Punch Man: Road to Hero, została wydana 22 sierpnia 2019 na platformach iOS i Android.

## Film live action
21 kwietnia 2020 wytwórnia Columbia Pictures ogłosiła, że trwają prace nad adaptacją w formie filmu live action. Scott Rosenberg i Jeff Pinkner zostali zatrudnieni jako scenarzyści, a Avi Arad zajmie się produkcją. 13 czerwca 2022 ujawniono, że reżyserem i współproducentem filmu będzie Justin Lin, a produkcja ma rozpocząć się jeszcze w tym samym roku.

## Odbiór

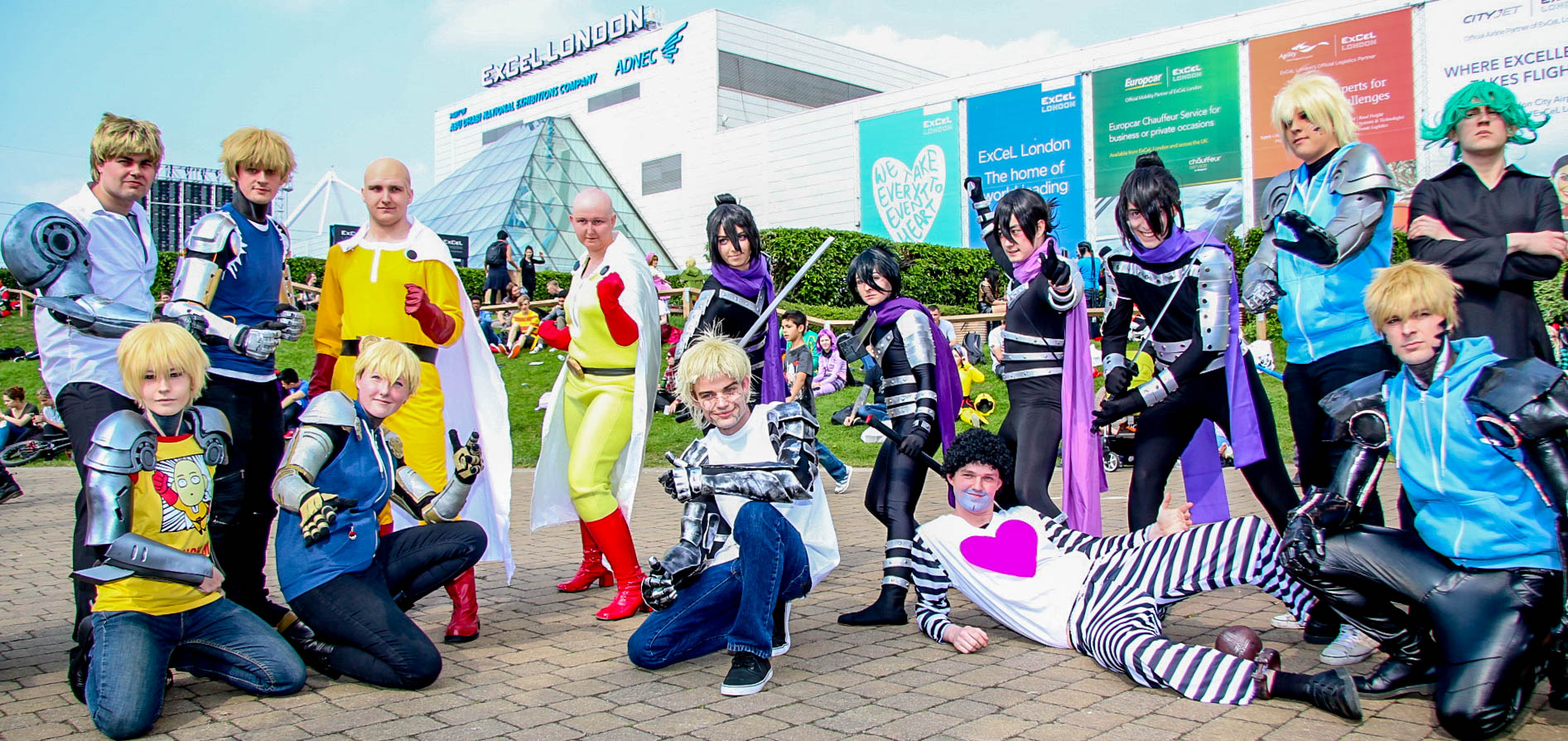
Cosplayerzy postaci z serii podczas MCM London Comic Con w maju 2016

### Komiks internetowy
Komiks został uznany za natychmiastowy sukces wkrótce po jego powstaniu, otrzymując tysiące wyświetleń i komentarzy w ciągu kilku tygodni. Do czerwca 2012 roku uzyskał 7,9 miliona odsłon. Według One, przed narysowaniem 5. rozdziału, otrzymywał 30 komentarzy co aktualizację. (Na Nitosha.net seria była uważana za „popularną”, jeśli stale otrzymywała co najmniej 30 komentarzy). Liczba komentarzy stopniowo rosła, aż wreszcie przed publikacją 30. rozdziału komiks otrzymywał prawie 1000 komentarzy za każdym razem, gdy pojawiała się nowa aktualizacja.

### Manga

#### Nagrody i wyróżnienia
One-Punch Man został wyróżniony przez jury w dziale mangi podczas 17. i 18. edycji Japan Media Arts Festival, które odbyły się odpowiednio w 2013 i 2014 roku. Seria została nominowana do siódmej dorocznej nagrody Manga Taishō w 2014 roku. Była również nominowana do nagrody Eisnera w 2015 roku oraz nagrody Harveya w 2016 roku. Manga zdobyła nagrodę Sugoi Japan Award, a także hiszpańską nagrodę Manga Barcelona w kategorii seinen w 2017 roku.

#### Sprzedaż
| Data         | listopad 2013 | lipiec 2017 | lipiec 2019 | kwiecień 2020 |
| ------------ | ------------- | ----------- | ----------- | ------------- |
| Liczba sztuk | 2 200 000     | 13 000 000  | 20 000 000  | 30 000 000    |

### Anime
Pierwszy sezon anime spotkał się z uznaniem krytyków, otrzymując pochwały za wyjątkowość, animację, humor, postacie i sceny walki. W agregatorze opinii Rotten Tomatoes, na podstawie 12 recenzji, anime uzyskało ocenę 100%, ze średnią oceną 8,4/10. Konsensus krytyków na stronie brzmi: „Dzięki najnowocześniejszej animacji, niekonwencjonalnemu bohaterowi i niesamowicie zabawnym uderzeniom w gatunek shōnen, One-Punch Man jest po prostu nokautem”.
Drugi sezon otrzymał mieszane recenzje. Chociaż humor, postacie i historia były nadal chwalone, recenzenci jednogłośnie skrytykowali spadek jakości animacji po zmianie studia. Krytykowano również reżyserię, tempo i walki, a ostatni odcinek sprawiał wrażenie niewłaściwego finału sezonu. Według Screen Rant, reakcja fanów na ten sezon była podzielona, a ich opinia na temat nowej animacji była szczególnie negatywna. Krytykowano spadek jakości animacji, a także zmianę reżysera, mówiąc: „One-Punch Man był wcześniej ostry, szczegółowy i płynny, ale wielu fanów twierdzi, że najnowszy sezon był statyczny, nijaki i mało inspirujący. Jest to prawie na pewno spowodowane zmianą reżysera. [Serial] przeszedł z najwyższej jakości wizualnej oprawy anime na poziom kolejnego cotygodniowego serialu”. Mimo to uważano, że sezon poprawił się pod względem fabuły, postaci i budowania świata, chociaż przypisywano to głównie oryginalnej mandze, na której się opiera, a nie ekipie tworzącej anime. Recenzenci byli bardzo krytyczni wobec finału sezonu, zauważając, że anime mogło zaadaptować jeden lub dwa dodatkowe rozdziały mangi, aby zapewnić bardziej satysfakcjonujące zakończenie i zbudować napięcie w kierunku trzeciego sezonu.
IGN przyznało drugiemu sezonowi ocenę 5/10, nazywając go „przeciętnym”. Chociaż recenzenci uznali, że humor i postacie były na równi z pierwszym sezonem, byli bardzo krytyczni wobec animacji i tempa, mówiąc: „[animacja] poszła na okropne skróty, przedstawiając walki w możliwie jak najprostszy sposób. Zniknęły misternie szczegółowe ujęcia akcji postaci, z dynamicznym zwolnionym tempem i stale zmieniającą się pracą kamery. Zamiast tego mamy błyski, cięcia do czerni i ciosy z karabinu maszynowego, a wszystko to przypomina przeciągnięte sceny walki z Dragon Ball Z sprzed ponad dwudziestu lat”. W podsumowaniu napisano: „Drugi sezon One-Punch Mana to na wpół upieczona mieszanina kiepskiej i leniwej animacji, która bardziej dba o pozostanie na fali niż stworzenie czegoś godnego poprzedniego sezonu. Jeśli interesuje cię tylko rozwój fabuły, to wszystko jest tu obecne. Ale można to znaleźć również w mandze, która wygląda znacznie lepiej niż ten sezon”.